# Crnogorska država 1852. – 1918.
Crnogorski Senat je 1. ožujka 1852. odlučio Crna Gora postane nasljedna kneževina s knezom na čelu, čime obavljena razdioba državne i crkvene vlasti koju su od 1696. objedinjavali vladari, ujedno crkveni poglavari autokefalne Crkve iz dinastije Petrovića.
Također, Senat je Danila Petrrovića Njegoša, slijedeći oporuku Petra II. Petrovića Njegoša, 1. siječnja 1852. proglasio vladarom. 

## Kneževina Crna Gora
Godine 1852. crnogorske snage su uspjele zauzeti Žabljak Crnojevića, no samo na kratko vrijeme. 
Godine 1853. Danilo I. je podržao ustanke u Hercegovini. To je izazvalo osmanlijsku navalu na Crnu Goru. Usprkos crnogorskom otporu, osmanlijske snage stežu obruč oko Crne Gore. Taj teško razdoblje za Crnu Goru. Knez Danilo I. se obratio Ruskim i Austrijskim carstvima za pomoć, koji su uvjerili Osmanlije da odustanu.
Od 1854. Danilo I. je počeo reformirati Crnogorsku vojsku.
Danilo I. je, na unutarnjem planu, odlučio oštrim mjerama suzbiti plemenske separatizme i čeličnom rukom ujediniti crnogorsku državu.

### Unutarnje borbe
Godine 1854. dio plemena Bjelopavlića se odmetnuo od crnogorskih vlasti, navodno iz razloga što su se perjanici nemoralno ponijeli prema nekim ženama u Bjelopavlićima. Danilo I. nije uvažio njihove prosvjede, te je 1. srpnja 1854. s oko 5000 za Crnogorca spustio u Bjelopavlićku ravnicu. Oko 20 plemenskih vođa Bjelopavlića pobjegli su turskom paši u Skadar.
Pokolj Kuča, u dva navrata, zbio se lipnja i srpnja 1855., nakon što su neke plemenske vođe objavile pokornost turskom paši u Skadru. 

### Pravno uređenje
Godine 1855. donijet je Zakonik Danila I., kneza i gospodara slobodne Crne Gore i Brda, također poznat i pod nazivom Danilov zakonik, kojim je udaren snažan temelj pravnoj državi. Danilov zakonik (koji ima karakteristike ustava), u svojih 95 članaka, definira različite grane prava: ustavno, krivično, građansko, međunarodno, procesno i obligaciono. Njime se garantira svakom Crnogorcu jednakost, čast, imovina, život i sloboda. Do 1870. Danilov zakonik je bio u punoj primjeni, a od tada je 40 njegovih članaka ostalo na snazi.

### Obnova Ivanbegovine
Danilo I. je, po dolasku na vlast, izradio plan obnove Crnojevića države, s teritorijalnim proširenjem i potpunim međunarodno-pravnim priznanjem crnogorske neovisnosti. Svoj plan je nazvao Obnova Ivanbegovine (Ivanbeg, popularni naziv u crnogorskom pučanstvu za vladara Ivana Crnojevića).

### Diplomacija
Godine 1856. uputio je Danilo I. memorandum velikim silama tijekom kongresa u Parizu u kojem je zahtijevao:
- priznanje neovisnosti Crne Gore;
- proširenje granica Crne Gore na dijelove teritorija ist.Hercegovine i Albanije;
- verificiranja granica s Osmanlijskim Carstvom;
- ustupanje Crnoj Gori grada Bara

Danilo I. prvi je, u sklopu svoje diplomatske akcije animiranja europske javnosti objavio u londonskome "The Times"u 30. rujna 1856. autorski članak u kojem je obrazložio ciljeve neovisne crnogorske države koji su oslonjeni na povijesnu zadaću Obnove Ivanbegovine (cit.izvor. crnogorski):
- "Dok god Crna Gora bude ostala zatvorena u svoje sadašnje granice, njena sudbina biće ista kao što ju je pretrpjela u proteklih pet vjekova – to jest, neprekidna i krvava borba da povrati svoje prijašnje posjede. Crna Gora se ne odrice teritorija koje je posjedovala u već tako dalekom periodu, vec zahtijeva da joj se vrati zemlja za koju se borila u najkritičnijim vremenima, s istim žarom kao i za svoju nezavisnost".

- Oslanjajući se na razloge koje sam upravo objasnio, uvjeren sam da ce velike evropske Sile željeti da zaštite slabe od jakih, da ce željeti da garantuju Crnogorcima integritet njihove teritorije, da će im garantovati ono što može da sačuva njihovu nacionalnost i njihova prava nepovrijeđenima.[1]

Godine 1857. bio je Danilo I. u posjetu Napoleonu III. sve više napuštajući tradicionalni oslonac na Rusko Carstvo.
Iste, 1857. godine, Danilo I. podržava hercegovačke ustanke, što je izazvalo novi osmanlijske pohod. No, ovoga su puta Crnogorci izvojevali značajnu pobjedu na Grahovu 1858.
Europska komisija je 1859. godine utvrdila razgraničenje Kneževine Crne Gore i teritorija Osmanlijskoga carstva. Ovom prigodom Crna Gora je tretirana kao potpuno nezavisna država. Crna Gora je proširena na neke pogranične teritorije.
Godine 1860. Danila I. ubija jedan osobni protivnik, dezerter u Kotoru.
Godine 1886. je Crna Gora sklopila konkordat sa Svetom Stolicom (za razliku od Srbije), kojim su katolici Barske nadbiskupije dobili slobodu života i djelovanja, a nedugo zatim i pravo na upotrebu staroslavenskoga jezika u liturgiji. Veliku je ulogu u tome imao Josip Juraj Strossmayer. Ovo je povijesni konkordat, jer je prvi koji je sklopila Sveta Stolica i jedna dominatno istočno-pravoslavna kršćanska zemlja.

### Nikola I. na prijestolju
Njegov brat, proslavljeni crnogorski ratnik, veliki vojvoda Mirko Petrović odriče se tvrdnje za prijestolje u korist njegova sina, Nikole Petrovića Njegoša, sedmog i posljednjeg državnoga poglavara iz dinastije Petrović-Njegoš.
Nikola I. je bio na prijestolju od 1860. do 1921. godine, kao knjaz a od 1910. i kao kralj, također za Crnogorce neprikosnoveni gospodar.
Svršetkom crnogorsko-osmanlijskoga rata 1876. – 1878. godine će crnogorska država, s međunarodno verificiranim granicama, imati točno 9.475 m2 i u njen su sastav vraćeni: Podgorica, Danilovgrad, Nikšić, Bar, Ulcinj, Kolašin, Andrijevica i Žabljak.
Pod njegovom je upravom crnogorska država 13. srpnja 1878. na Berlinskom kongresu dobila međunarodno priznanje i od onih država Europe koje je dotad nisu priznavale. Nakon višestoljetne izolacije, Crna Gora je oružnim i diplomatskim putem tada silno uvećala svoj teritorij i izbila na Jadransko more.

### Reformiranje državne uprave
Reformiro je Nikola I. državnu upravu, oformio Ministarski savjet, modernizirao Crnogorsku vojsku, Općim imovinskim zakonikom udario temelj pravnom sustavu, otvorio vrata inozemnim investiranjima. 
Godine 1905. Nikola I. oktroirao je Ustav Knjaževine Crne Gore nakon čega je i sazvana Crnogorska narodna skupština.

### Velikosrpsko podrivanje
Glavna oporba, ne samo Nikoli I. već i crnogorskoj državi uopće, predstavljale su unutarnje pristalice velikosrpskog koncepta koji je podrazumijevao prisajedinjenje Crne Gore Srbiji. Uz potporu obavještajne službe Kraljevine Srbije planirani su 1908. ubojstvo Nikole I. i svojevrsni državni udar a 1909. i pokušaj oružane pobune.

## Kraljevina Crna Gora
Godine 1910. proglašena je Kraljevina Crna Gora.

### Balkanski ratovi
Nikola I., kako bi zadao posljednji udarac Osmanlijama u Europi. 1912. godine stupa u savez s ostalim pravoslavnim kršćanskim monarhijama Balkana – Srbijom, Grčkom i Bugarskom i do 1913. godine znatno proširuje svoj teritorij. 
Usprkos crnogorskim vojnim uspjesima, morala je Kraljevina Crna Gora vratiti grad Skadar, novostvorenoj Albaniji.

### Prvi svjetski rat
Crna Gora je u Prvi svjetski rat ušla odmah po objavljivanju rata Austro-Ugarske Kraljevini Srbiji 1914.
Crnogorska vojska, svih 50.000 ljudi je odmah bilo mobilizirano. Crnogorske snage su odbile više napada Centralnih sila. S utvrđenoga vrha planine Lovćen, crnogorsko topništvo je bombardiralo Kotor, obližnju austro-ugarsku vojnu bazu.
Centralne Sile za vrijeme druge invazije potkraj 1915. skršiće crnogorski otpor i u siječnju 1916., kada Cetinje pada, Kraljevina Crna Gora potpisuje kapitulaciju.
Nikola I. i njegova vlada idu preko Italije, pa u Francusku, gdje najprije Bordeaux postaje de facto glavni grad Kraljevine Crne Gore, odakle se ne uspijevaju nametnuti niti kao partner u pregovorima i mirovnim konferencijama 1918. nakon rata. 
Okupacija je dovela do mrtvih crnogorskih civila. 
Nakon proboja Solunskoga fronta, srpska vojska zauzima Crnu Goru i u Podgorici postavljaju prijelaznu protuustavnu Skupštinu na vlast koja optužuje Nikolu za izdaju, zbacuje ga s prijestolja Kraljevine Crne Gore i ubrzo mu zabranjuje povratak u Crnu Goru. 
Dana 26. studenoga 1918. ista Skupština izglasuje sjedinjenje Kraljevini Srbiji. 
Odluka je dovela do brojnih nereda i izbijanja oružanog otpora Crnogoraca.